# Troll 2
Troll 2 ist ein italienisch-amerikanischer Horrorfilm aus dem Jahre 1990 des italienischen Regisseurs Claudio Fragasso, der auch gemeinsam mit seiner Lebensgefährtin Rossella Drudi das Drehbuch verfasste. Ein kleiner Junge kämpft mit seiner Familie gegen Goblins, die Menschen in Pflanzen verwandeln und dann verspeisen. Wegen grober handwerklicher Mängel, unfreiwilliger Komik und der Abwesenheit von Trollen – trotz des Titels Troll 2 – gilt der Film als Trash und hat Kultstatus erlangt. In Deutschland wurde der Film ab dem 3. Oktober 1990 auf VHS vermarktet.

## Handlung
Die Familie Waits zieht in eine Stadt namens Nilbog („Goblin“ rückwärts). Sie erhalten Besuch vom Freund von Tochter Holly und seinen drei Freunden. Im neuen Haus finden die Waits ein Festmahl vor und wollen es essen, als dem kleinen Joshua sein toter Großvater Seth erscheint und ihm eröffnet, dass sie beim Verzehr in grünen Pflanzenschleim, die Nahrung bösartiger, „vegetarischer“ Goblins, verwandelt würden. Joshua rettet seine Familie, indem er auf das Essen uriniert, und bekommt Hausarrest.
Auf einem Streifzug durch die Wälder trifft Arnold (einer der Freunde) ein Mädchen, und beide treffen auf Goblins und ihre Königin. Als sie deren Nahrung essen, wird das Mädchen in grünen Schleim verwandelt und aufgegessen, und Arnold wird in ein Pflanzenwesen verwandelt. Familienvater Michael Waits wird ebenfalls gefangen genommen, aber Joshua rettet ihn, indem er auf Seths Rat einen Molotowcocktail bastelt und die Goblins vertreibt. Dann halten sie eine Séance, und Seth verrät ihnen, dass sie den „Stonehenge Magic Stone“ der Goblins berühren müssen, um die Gefahr zu bannen. Im Endkampf gegen die Königin vertreibt Joshua die vegetarischen Monster, indem er ein Wurstbrot vor ihren Augen isst, berührt den Stein und bannt die Ungeheuer. Anscheinend gerettet kehrt die Familie heim. Während der Vater zu Arbeit fährt, ist Joshua alleine mit seiner Mutter. Doch Joshua merkt bald, dass die Goblins schon im Haus warteten und kann dann allerdings nicht verhindern, dass seine Mutter gegessen wird.

## Entstehungsgeschichte
Der Film wurde in Morgan (Utah) gedreht. Eigentlich sollte er Goblin heißen, aber um den Verkauf zu fördern, wurde er als Fortsetzung des Sonny-Bono-Films Troll von 1986 verkauft, obwohl die beiden Filme inhaltlich nichts miteinander zu tun haben; dies erklärt auch die Abwesenheit von Trollen im Film. Die Produktion war extrem Low-Budget: so wurden keine Schauspieler engagiert, sondern die Rollen wurden allesamt von Laien besetzt, welche erst kurz zuvor in der Gegend per Zeitungsannonce gesucht wurden. Dementsprechend gering war auch die Bezahlung: so bekam Hauptdarsteller George Hardy insgesamt nur 1.500 US-Dollar. Die Unterfinanzierung des Films machte sich unter anderem in der Unterbringung der Filmcrew und in mangelhaftem Catering bemerkbar.
In einem Interview von 2004 äußerte sich George Hardy (Michael Waits) zu diesem Film. Er berichtete, dass er sich 1986 als Komparse bei einem B-Horrorfilm bewarb, der von „rauchenden Italienern betreut wurde, die kein Wort Englisch sprachen“ und schließlich die Hauptrolle bekam. Laut Hardy beschränkte sich die Kommunikation mit dem italienischen B-Movie-Regisseur Claudio Fragasso auf die Sätze „You have good energy! You have good energy!'“, und aufgrund der Sprachbarriere waren Übersetzungsfehler häufig. Hardy fühlte sich desorientiert und überfordert. Eine weitere Erklärung für die außerordentlich schlechten schauspielerischen Leistungen war die Tatsache, dass die allesamt unerfahrenen Schauspieler die Gesamtfassung des Skripts nie zu sehen bekamen und somit nicht den Kontext verstanden. Bemerkenswert waren auch die billigen Spezialeffekte, für die Softpornodarstellerin Laura Gemser verantwortlich war. Gemser nähte die Goblinkostüme buchstäblich aus Kartoffelsäcken und Latexmasken zusammen.
Michael Stephenson (Joshua Waits, der einzige Kinderschauspieler) erinnerte sich, dass die älteren Kollegen spekulierten, dass der Film nach der Post-Produktion besser aussehen würde. Doch als Hardy und Stephenson den Film auf Videokassette sahen, konnte keiner glauben, wie schlecht der Film sei. Sowohl Hardy als auch Stephenson wollten vor Scham im Boden versinken und wurden von ihrem Umfeld gehänselt. Der Wendepunkt kam aber, als Troll 2 2003 gemeinsam mit Troll auf DVD erschien. Wegen der unfreiwilligen Komik wurde es von Bloggern begeistert empfangen und avancierte zum Kult.

### Kultstatus
Über die Jahre hinweg wurde Troll 2 zu einem Kultfilm der Trash-Horror-Fans. Im April 2006 fand in Provo (Utah) die erste offizielle „Troll 2 Reunion“ vor mehreren hundert Fans statt, und seitdem wurde auch in New York, Boston, Seattle und anderen Orten vollgepackte „Troll-2-Feten“ mit mehreren beteiligten Schauspielern gefeiert, die sich Fragerunden stellten und gemeinsam den Film mit den Fans guckten. Laut Stephenson ist es Brauch, dass bei drei extrem peinlichen Szenen die Fans mit dem Film interagieren: alle singen mit, wenn die Mutter „Row, row, row your boat“ im Auto singt; alle werfen Popcorn, wenn Holly vor einer Popcornmaschine mit ihrem Freund Elliott herumknutscht; und schließlich essen alle Wurstbrote, wenn Joshua die Goblinkönigin mit einem Wurstbrot angreift.
Im Juni 2008 gab es im winzigen damaligen Drehort Morgan (Utah) die große „Nilbog Invasion“, in der drei Tage lang Troll 2, Bonusmaterial und anderes Filmmaterial von Fragasso und den Schauspielern gezeigt wurde. Höhepunkt war die Übergabe des Schlüssels zum Städtchen Morgan vom Bürgermeister an Fragasso und Skriptschreiberin Rosella Drudi.
Hardy wird bis heute auf den Film angesprochen, gibt Autogramme und verkauft Kopien des Films in seiner Arztpraxis. Er erinnerte sich, dass er einst einen Anruf eines US-Soldaten aus dem Irak bekam und der G.I. völlig entzückt war, dass er tatsächlich mit „Michael Waits“ reden durfte. Ähnlich „positiv“ war die Wirkung auf Jason F. Wright („Elliott“, einer der Freunde), der heute ein erfolgreicher Buchautor ist. Wright wird bis heute auf den Film angesprochen und muss ebenfalls Autogramme geben. Auf seiner Website wirbt er für sich mit dem Film. Darren Ewing („Arnold“) sagte ebenfalls, total überwältigt vom Fan-Interesse zu sein und sich zu fühlen „wie ein Filmstar“.
Als Erklärungsansatz meinte Stephenson (der bis heute 75 E-Mails pro Woche von Fans bekommt): „Der Film sollte nicht lächerlich sein. Jeder wollte einen großen Horrorfilm machen. Doch wir versagten jämmerlich.“

### Schauspieler
- Michael Stephenson als Joshua Waits. Stephenson arbeitet heute als Regisseur.
- George Hardy als Michael Waits. Hardy ist heute Zahnarzt und verkauft Kopien des Filmes in seiner Praxis.
- Margo Prey als Diana Waits. Prey leidet an einer manischen Depression und lebt zurückgezogen in ihrem Haus.
- Connie Young als Holly Waits. Young spielte unter ihrem Geburtsnamen McFarland und hat seitdem in mehreren TV-Produktionen gespielt.
- Robert Ormsby als Großvater Seth. Dies war Ormsbys einzige Filmrolle.
- Deborah Reed als die Goblinkönigin. Auch für Reed war dies die einzige Filmrolle.
- Jason F. Wright als Elliott, Hollys Freund. Wright ist heute ein konservativer Buchautor.
- Darren Ewing als Arnold, einer von Elliotts Kumpel. Seit 2003 hat er in diversen B-Horrormovies mitgespielt.
- Jason Steadman als Drew, einer von Elliotts Kumpel. 2007 spielte er im Film The Deaths of Ian Stone.
- David McConnell als Brent, einer von Elliotts Kumpel. Er spielte in diversen TV-Serien.
- Gary Carlson als Sheriff Gene Freak. Für ihn blieb es die einzige Filmrolle.

## Rezeption
In der Internet Movie Database (IMDb) bekommt Troll 2 eine Bewertung von 3,2 von 10 Punkten und ist derzeit auf Platz 30 der „Bottom 100“ der schlechtesten Filme aller Zeiten. MTV bezeichnete den Film als „absolutes Desaster“, „so schlecht, daß er wieder gut ist“ und „ein Top 10 Kultfilm“. Der ortsansässige The Salt Lake Tribune nannte den Film „spektakulär schlecht… so schlecht, daß es wieder fesselnd ist“, mit „sinnloser Geschichte, hölzernen Schauspielern und lächerlichen Spezialeffekten und Dialogen“.
Die Rezensionssammlung Rotten Tomatoes listet 21 Kritiken, von denen nur eine positiv ausfällt.
Für Oliver Kalkofe und Peter Rütten von der Reihe Schlefaz gilt Troll 2 als einer der "weltweit besten schlechtesten Filme aller Zeiten".

## Dokumentarfilm
Michael Stephenson, der einzige Kinderschauspieler in dem Film, drehte 2009 den Dokumentarfilm Best Worst Movie, in dem die Entstehungsgeschichte von Troll 2 und der Weg zum Kultfilm thematisiert werden.

## Fortsetzungen
Mit dem Film Contamination .7 wurde 1990 eine Art Fortsetzung gedreht.
2015 wurde mit Eva Habermann, Jiří Lábus, Katy Karrenbauer und Helmut Krauss der umstrittene Film Trolls World (Arbeitstitel Goblin 2) gedreht, der durch 'Troll 2' inspiriert wurde. Er dient als inoffizieller Nachfolger, da der Arbeitstitel von 'Troll 2' ursprünglich 'Goblin' war.